# Укол парасолькою
«Укол парасолькою» (фр. Le Coup du parapluie) — французька комедія. Фільм 1980 року режисера Жерара Урі. Лідер радянського кінопрокату 1981 року.

## Сюжет
Головний герой фільму — актор-невдаха Грегуар Леконт (П'єр Рішар) вирушає на кастинг на роль вбивці. Сусідні офіси, плутанина в документах… В результаті непорозуміння Грегуар потрапляє на зустріч зі справжніми мафіозі та, прийнявши їх ватажка за продюсера, підписує з ними контракт. Він не підозрює, що йому належить виступити в ролі справжнього кілера і вбити в Сен-Тропе торговця зброєю Отто Крампа (Герт Фрьобе) на прізвисько «Кит», уколом отруєної парасольки. По п'ятах невдалого актора йде справжній найманий вбивця (Гордон Мітчелл). Після безлічі пригод, кумедних ситуацій і справжніх убивств, справжній кілер гине, а Леконта рятує миловидна агентка французької контррозвідки (Валері Мересс).

## У ролях
- П'єр Рішар — Грегуар
- Вітторіо Капріолі — мафіозі Дон Барбені
- Гордон Мітчелл — Московіц, кіллер
- Герт Фрьобе — Отто Крамп
- Крістін Мурільо — Жозіана
- Валері Мересс — Сільветт
- Жерар Жюньо, Домінік Лаванан, Моріс Ріш та ін.

## Цікаві факти
В основу ідеї способу злочину у фільмі було покладене вбивство у 1978 році болгарського дисидента Георгія Маркова, здійснене в Лондоні агентом болгарських спецслужб, який скористався для вбивства парасолькою, у яку було вмонтовано капсулу з отрутою.